# Diván de Hafez
El Diván de Hafez (Persa: دیوان حافظ) es un libro de poesía escrito por el poeta persa y místico sufí Hafez de Shiraz. Está compuesto por un poco menos de 500 gazales (varía, según la edición: 495 en la edición de Ghazvini y Ghani, 486 en la segunda edición de Natel-Khanlari y 484 en la edición de Sayeh). La mayoría de estos poemas están escritos en persa, aunque hay algunos en lengua macarrónica (combinación de persa y árabe) y un gazal árabe. Aunque la parte más importante de este Diván son los gazales, también incluye poemas de otras métricas, como qetʿe, casida, masnaví y rubaʿi.

## Descripción general
El Diván de Hafez fue probablemente compilado por Mohamed Golandam por primera vez después de la muerte de su autor, Hafez de Shiraz. Sin embargo, algunos autores indican que Hafez publicó su Diván en 1368 (año 770 del calendario musulmán), lo que significaría que fue editado más de veinte años antes de su muerte, sin embargo, dicha versión no sobrevivió. Hay varios manuscritos famosos en Irán, Europa y otros lugares que pertenecen a la segunda mitad del siglo XV, varias décadas después de la muerte de Hafez.

## Contenido
Las ediciones más autorizadas del Diván tienen menos de 500 gazales. Las versiones posteriores contienen 600 gazales, e incluso más. La segunda edición del manuscrito de Parviz Natel-Khanlari contiene 486 gazales.  En el poema de Hafez se utilizan 23 ritmos y 10 métricas diferentes.
El Diván ha sido total o parcialmente traducido al urdu, punjabi, sindhi, árabe, inglés, francés, alemán, ruso, armenio, búlgaro, checo, chino, danés, holandés, finlandés, griego, húngaro, italiano, latín, lituano, noruego, polaco, portugués, rumano, serbio, sueco, español y turco.